# 弗魯特瓦爾 (加利福尼亞州克恩縣)
弗魯特瓦爾（英語：Fruitvale）是位於美國加利福尼亞州克恩縣的一個非建制地區。該地的面積和人口皆未知。

## 地理
弗魯特瓦爾的座標為35°23′00″N 119°04′59″W / 35.38333°N 119.08306°W，而該地的平均海拔高度為121米（即397英尺）。